# Brown Mountain
Brown Mountain är en kulle i Sydgeorgien och Sydsandwichöarna (Storbritannien). Den ligger i den nordvästra delen av Sydgeorgien och Sydsandwichöarna. Toppen på Brown Mountain är 146 meter över havet.
Terrängen runt Brown Mountain är kuperad åt nordost, men åt sydväst är den bergig. Havet är nära Brown Mountain åt nordost.  Trakten runt Brown Mountain är nära nog obefolkad, med mindre än två invånare per kvadratkilometer.